# Brønnøy kommun
Brønnøy kommun (norska: Brønnøy kommune) är en kommun i Nordland fylke i norra Norge. Kommunen ligger i landskapet Helgeland, ungefär mitt i Norge och har en landyta på 1 039 km² och en befolkning på omkring 7 500 personer. Det bor 4 468 personer i centralorten Brønnøysund (2006).
Brønnøy kommun består av cirka 600 kilometer med strandlinje och hundratals av öar och holmar. Grannkommunerna Vega, Sømna, Bindal och Vevelstad samarbetar med Brønnøy kommun när det gäller enklare kommunala tjänster. Den nordöstra delen av kommunen utgör en del av Lomsdal-Vistens nationalpark. Berget Torghatten, som ligger på ön Torget, är landskapet Helgelands mest berömda sevärdhet.
Näringslivet är varierande med allt från marmorutveckling, fiske, jordbruk, handel och service och icke minst Brønnøysundregistrene, som är en statlig myndighet. Staden Brønnøysund är en av Hurtigrutens anlöpshamnar.

## Administrativ historik
Brønnøy kommun grundades på 1830-talet, samtidigt med flertalet andra norska kommuner.
Kommunen delades första gången 1875, varvid Velfjords kommun bildades. Andra delningen skedde 1901 varvid Sømna kommun bildades första gången. Tredje delningen skedde 1923 då Brønnøysunds kommun bildades.
1964 återförenades de fyra kommunerna Brønnøy, Brønnøysund, Sømna och Velfjord igen, tillsammans med ett område med 296 invånare från Bindals kommun. Dagens kommungränser härstammar från 1977 då det mesta av det som tidigare utgjort Sømna kommun återigen kom att bilda en egen kommun.

Brønnøysunds kommunvapen från 1923.

## Tätorter
I Brønnøy kommun finns fyra tätorter:
- Berg (del av)
- Brønnøysund (centralort)
- Nordhus
- Toft

Orten Hommelstø har tidigare räknats som en tätort men uppfyller inte längre kriterierna.

## Socknar
Inom Norska kyrkan är Brønnøy kommun indelad i två socknar:
- Brønnøy socken
- Velfjord og Tosens socken

Socknarna ingår i Sør-Helgelands prosteri i Sør-Hålogalands stift.

## Bilder

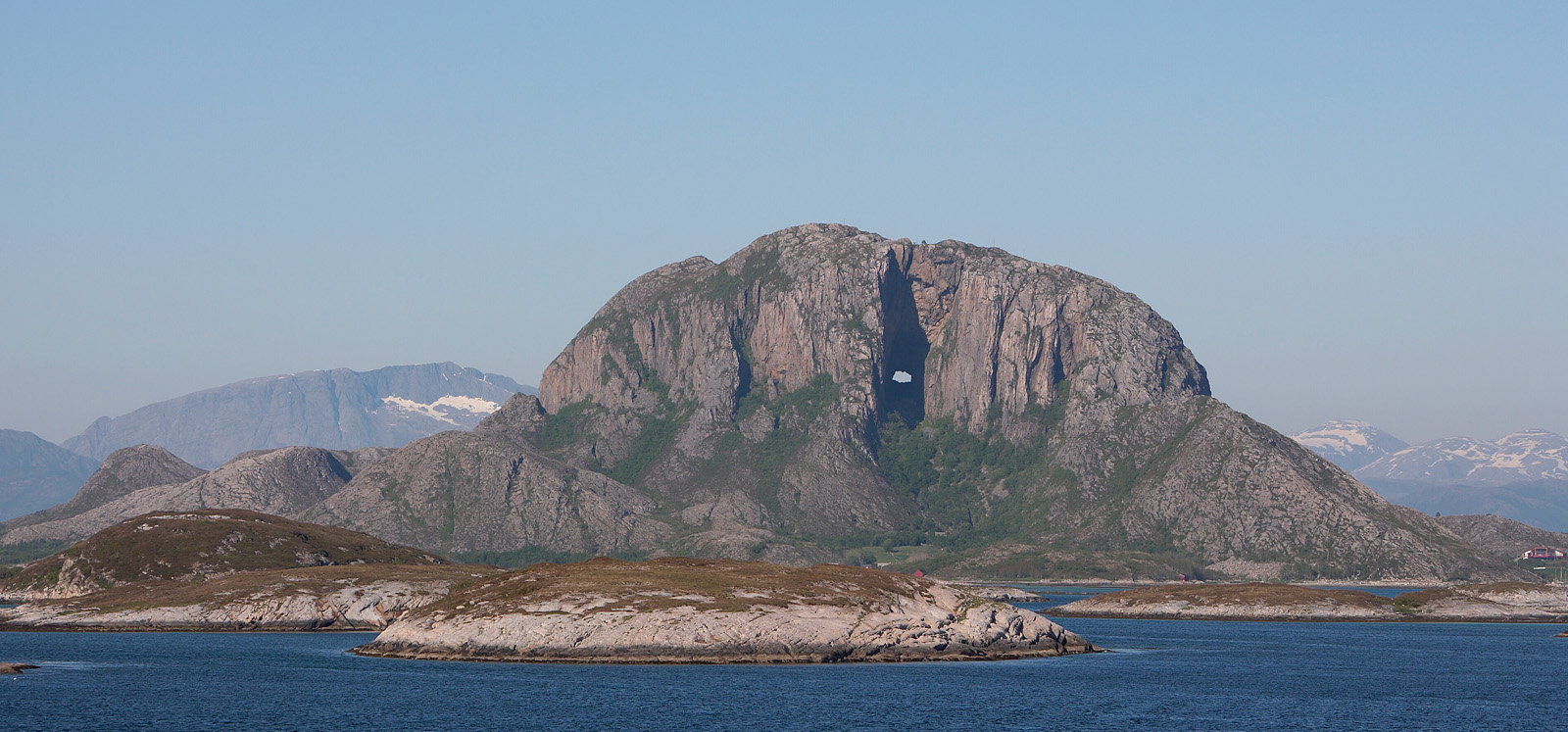
Torghatten.
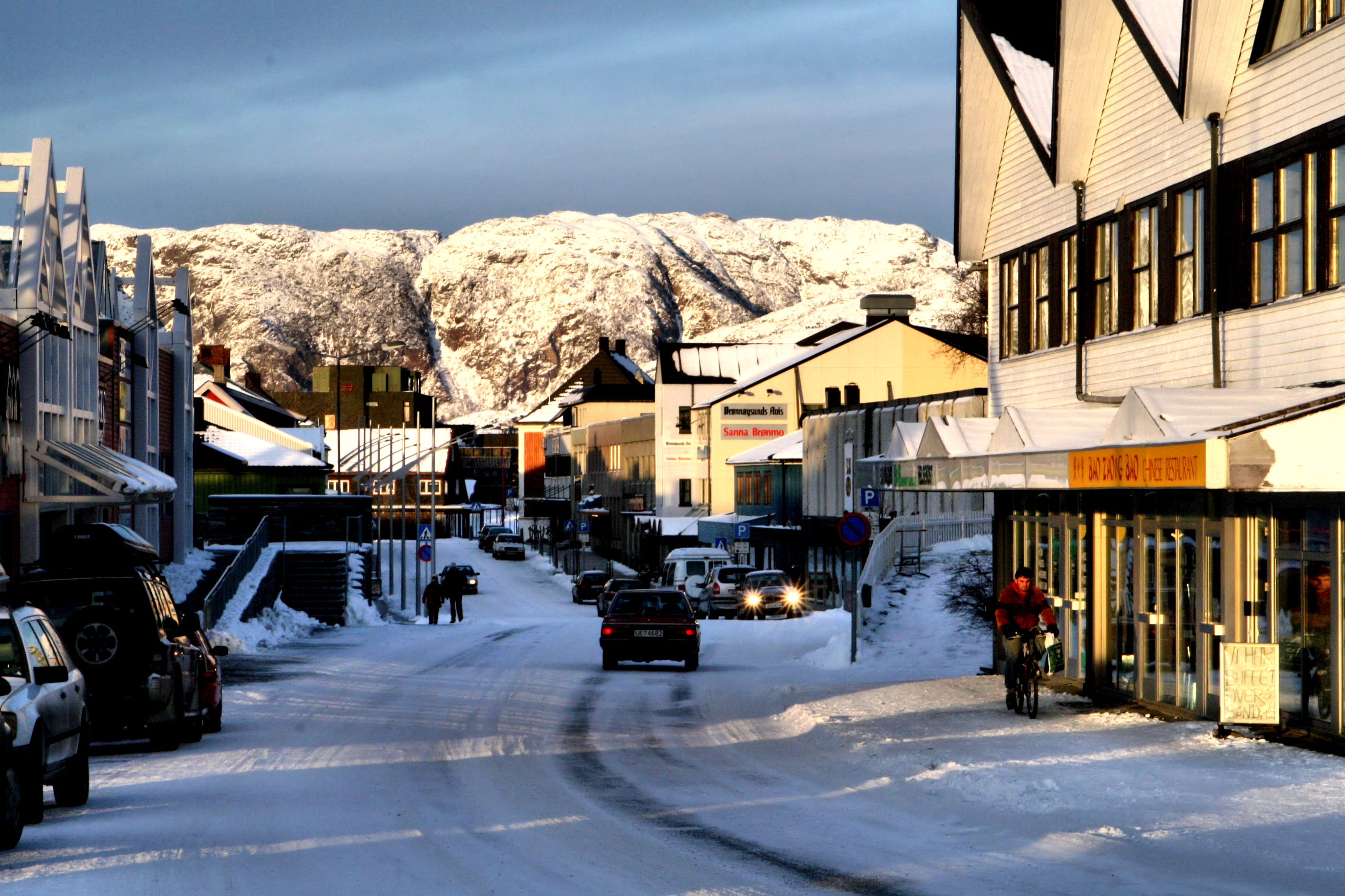
Huvudgatan i Brønnøysund vintern 2005/06.
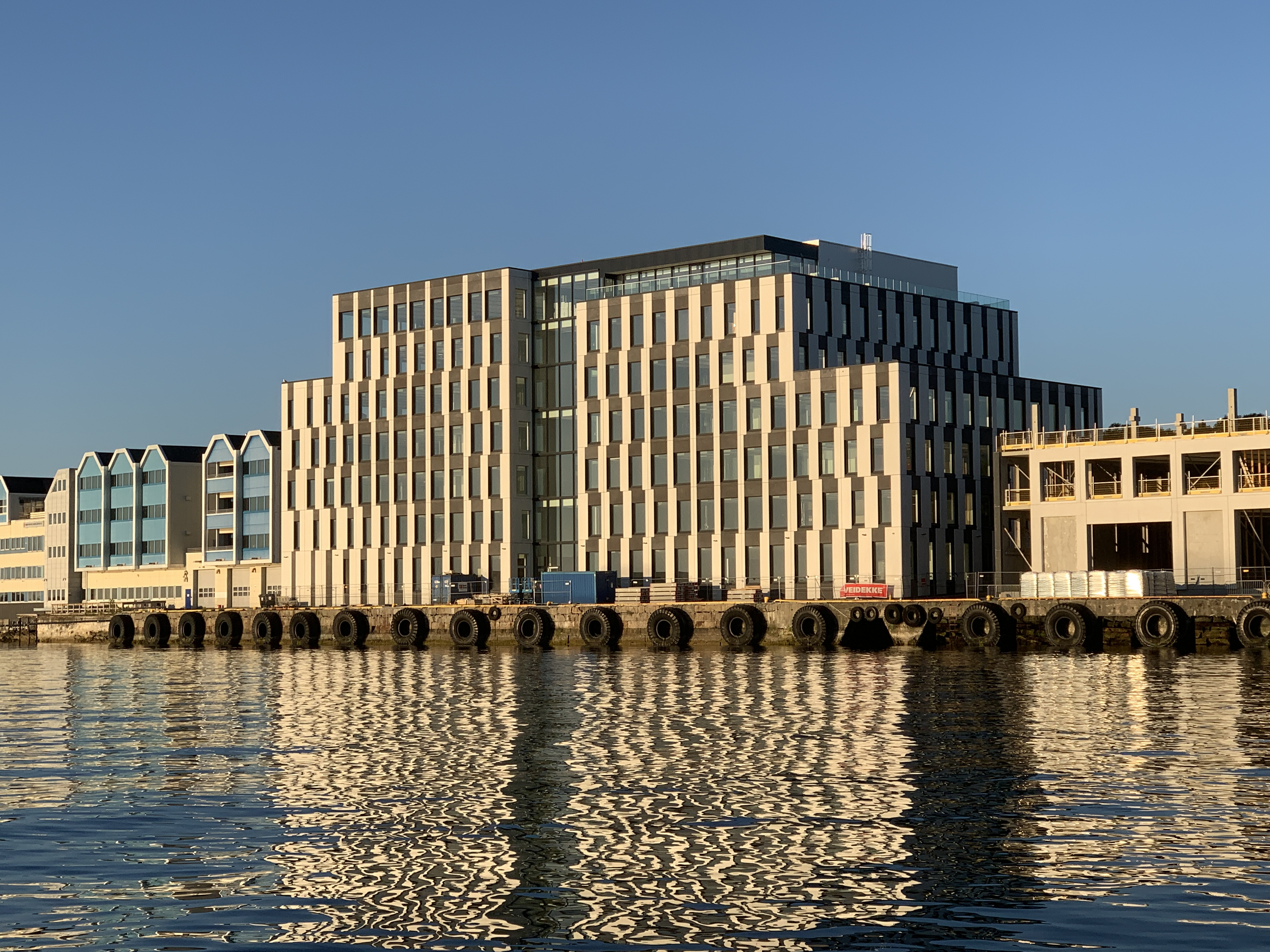
Brønnøysundregistrene.